# Pedanandipadu
Pedanandipadu là một trong 57 mandal thuộc huyện Guntur, bang Andhra Pradesh.